# Kurt Herzog (Politiker, 1951)

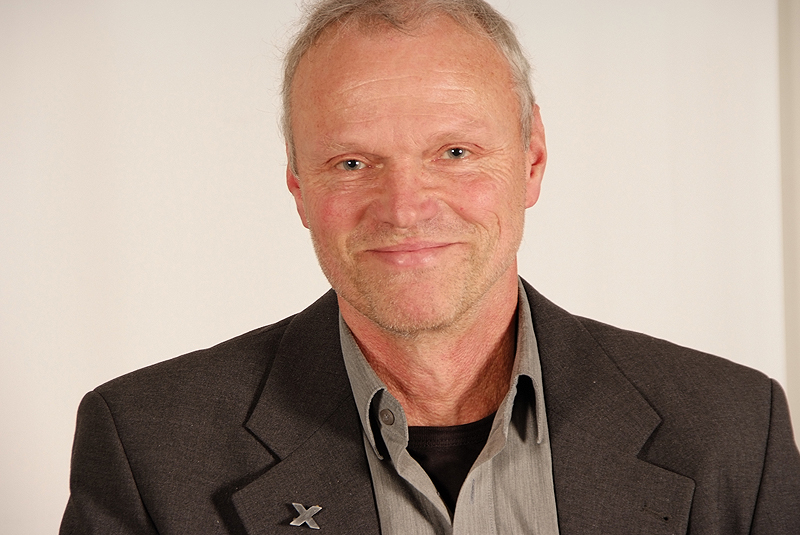
Kurt Herzog, 2009

Kurt Herzog (* 4. Juni 1951 in Hamburg) ist ein deutscher ehemaliger Politiker (Die Linke). Er war von 2008 bis 2013 Abgeordneter des Niedersächsischen Landtags.

## Leben
Herzog machte im Jahr 1970 das Abitur in Norderstedt. Bis 1977 studierte er anschließend an der Universität Braunschweig das Fach Elektrotechnik. Im Jahr 1982 zog er nach Dannenberg, wo er einen Naturkostladen eröffnete. Er war außerdem bei Siemens in der Forschung und Entwicklung tätig. Zuletzt war er, bis zu seiner Wahl in den Landtag, Angestellter einer Firma für Heizungs- und Solartechnik in Dannenberg. Herzog ist zudem Geschäftsführer einer Solarbetreibergesellschaft.

## Politik
Seit 1986 war Herzog bereits Ratsherr der Stadt Dannenberg. Seit 1996 war er Ratsherr der Samtgemeinde Dannenberg und von 1996 bis 2001 stellvertretender Bürgermeister dieser Gemeinde. Ab 1991 war er Kreistagsabgeordneter im Landkreis Lüchow-Dannenberg. Er trat im Jahr 1996 der Partei Bündnis 90/Die Grünen bei, für die er von 1996 bis 2000 stellvertretender Landrat war. Aus Bündnis 90/Die Grünen trat er im Jahr 2000 wieder aus. Er war dann Mitbegründer der Wählergemeinschaft "Grüne Liste Wendland", deren Vorsitzender er bis 2008 war. Zunächst war er Mitglied der WASG und nach dem Zusammenschluss mit der PDS wurde er Mitglied der Linkspartei. Bei der Landtagswahl 2008 zog er über die Landesliste der Linken in das Landesparlament Niedersachsens ein. Zur Landtagswahl 2013 trat er nicht an.